# Nad lazurowym morzem
Nad lazurowym morzem (ros. У самого синего моря) – czarno-biały radziecki melodramat filmowy w reżyserii Borisa Barneta. 

## Fabuła
Miłosny trójkąt, który rozgrywa się w rybackim kołchozie nad Morzem Kaspijskim. Dwaj rozbitkowie, uratowani przez rybaków-kołchoźników, dołączają do sympatycznej załogi kołchozu "Światło Komunizmu". Praca na morzu daje im wiele radości. Niestety obydwaj zakochują się w pięknej rybaczce.

## Obsada
- Jelena Kuźmina – Maszeńka
- Nikołaj Kriuczkow – Alosza
- Lew Swierdlin – Jusuf
- Aleksiej Dolinin – Pietka
- Siemion Swaszenko – przewodniczący rybackiego kołchozu
- Aleksandr Żukow – kołchoźnik
- Siergiej Komarow
- Lala Satiejewa